# 陸上自衛隊のC4Iシステム

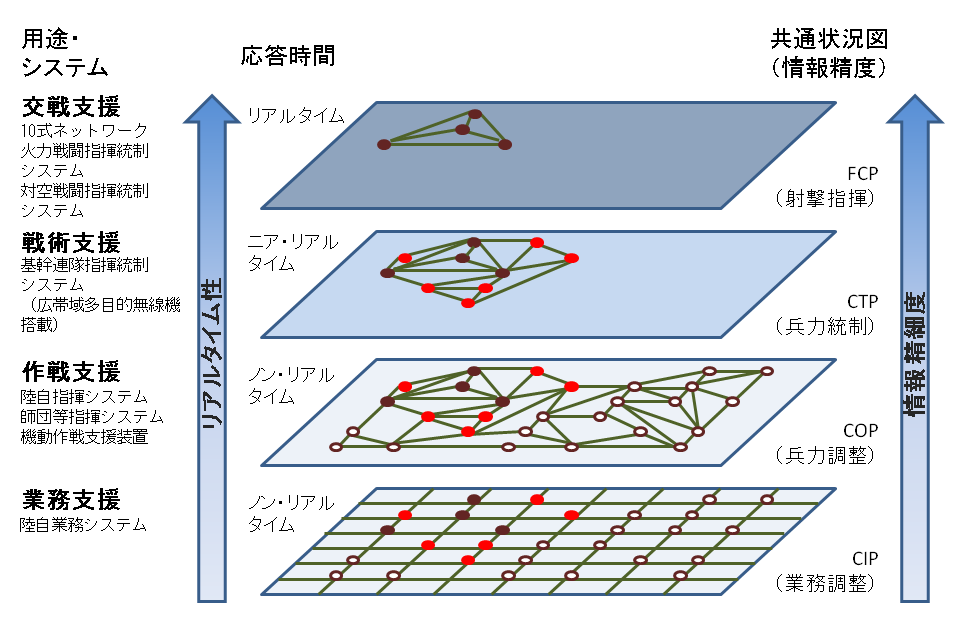
陸上自衛隊のC4Iシステム概念図

本項では、陸上自衛隊が配備しているC4Iシステムについて述べる。

## 概要
陸上自衛隊がC4Iシステムを運用するために使用される情報通信機材は、指揮系（作戦系）システム・業務系システム・通信インフラ系システムで構成され、その内の指揮系システムと通信インフラ系システムは陸上自衛隊の駐屯地において使用する固定型システムと、第一線部隊が野外装備品を用いて作戦地域で機動しつつ使用する野外型システムに区分される。

## 指揮系システム

### 固定型システム

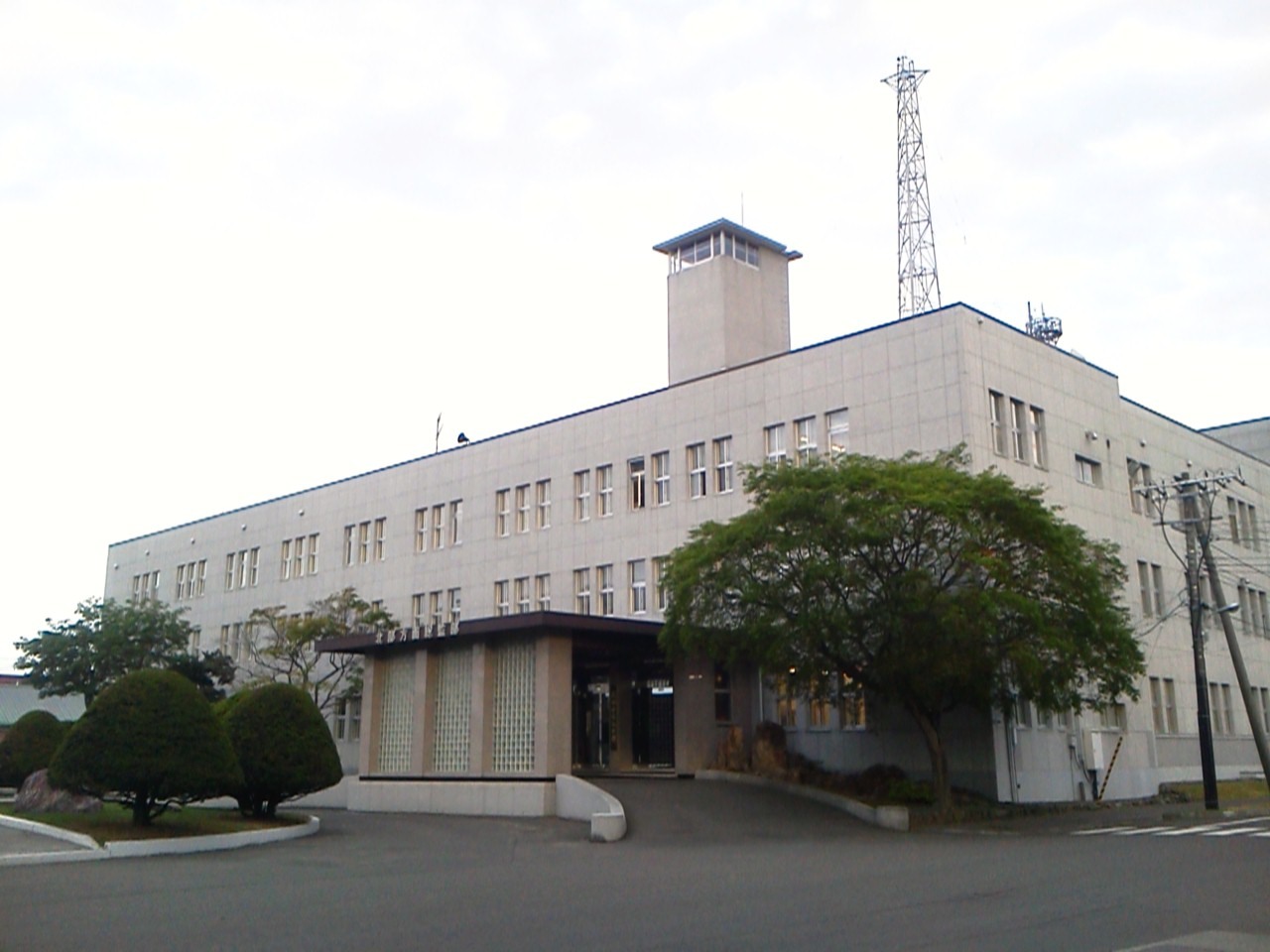
陸自指揮システムの入る北部方面総監部庁舎

陸自指揮システムは陸上自衛隊の基幹となる戦略 / 作戦級C4Iシステムであり、共通作戦状況図（COP）を提供する。1993年（平成5年）から運用が始まり、2001年（平成13年）頃は陸自システム（G-NET）と呼ばれた。当初、システムは維持運営区分により次の3つに分類され、下位のシステムはそれぞれ、直近上位のシステムと相互に連接していた。
1. 陸幕システム：陸上幕僚監部および防衛大臣直轄部隊等に装備されるもの
2. 方面隊指揮システム：方面総監部および方面直轄部隊等に装備されるもの
3. 師団等指揮システム：師団・旅団・連隊本部に装備されるもの

なお、師団等指揮システム（FiCS)は野外型に分類されるため後述する。
2018年（平成30年）に陸上総隊が新たに創設されるとこれらの区分は整理・統合され、陸自指揮システムと陸自指揮システム（指揮管理通信機能）に再編された。
陸自指揮システムはソフトウェアアーキテクチャとして、陸上自衛隊が独自開発したAP2000（Advanced Paradigm 2000）アーキテクチャを採用している。これはのちに、優れた柔軟性などを買われて、3自衛隊の統合運用を見据えた防衛省共通運用基盤（COE: Common Operating Environment）に採用され、これ以降に開発された自衛隊のすべてのC4Iシステムに採用された。これにより、自衛隊のC4Iシステムの相互運用性は飛躍的に向上した。
陸幕システムは、防衛大臣が市ヶ谷駐屯地の中央指揮所（自衛隊最高司令部）で指揮統制する際に使用する中央指揮システムを構成する5つ（中央・陸幕・海幕・空幕・情報支援）の構成要素のうちの1つとして機能していたが、後述するクラウド化に合わせて再構成が行われ、中央システム以外のシステムは各自衛隊の指揮統制システムに内包された。

#### 陸自クローズ系クラウドシステム
固定型システムはクラウド化への転換が図られており、2019年（令和元年）度末から陸自クローズ系クラウドシステム（通称:正蒼院、略称:クロクラ）の運用が始まり、2022年（令和4年）度末までに移行が行われる。これによりシステム毎にサーバーが独立していた以前のシステムと比較して情報の各種処理が向上する。
陸自クローズ系クラウドシステムにはこれまで各業務で使用された固定型システムが収容され、新たに個別サービスとして提供される。下記に収容システムと提供サービスを記す（括弧内はサービス名）。
1. 陸自指揮システム（指揮統制サービス）－陸幕・方面隊・師団・連隊等に装備し、各級指揮官の指揮統制を容易にする、総務・人事・調査・教育訓練・作戦・兵站・衛生等の各業務の状況把握・見積・管理等の機能、文書作成と管理・データ蓄積と検索・掲示板と電子メール・システム運用教育支援・戦術教育等機能の提供
2. 指揮管理通信機能（指揮統制サービス）－基地通信中隊等が駐屯地相互や海空自衛隊間の通信業務を行う機能、及び監視・統制・監査・維持管理機能の提供
3. 陸自情報支援システム（情報支援サービス）－各部隊や連接システムが収集・共有した情報の処理・蓄積・共有機能の提供
4. 戦術教育システム（指揮統制サービス）－教育訓練研究本部で教官・学生がコンピュータを使用した戦術訓練の指示や統制・状況付与・計画や命令作成・状況把握・計画や命令確認・現況入力機能の提供
5. システム運用教育用システム（指揮統制サービス）－小平学校で教官・学生が使用する陸自指揮システムを模擬する機能の提供
6. 弾薬類システム（弾薬類サービス）－陸幕・各級補給部隊・担当が利用し、弾薬類の補給等業務と、兵站運用のための弾薬現況把握等機能の提供
7. 陸自業務システム（補給管理機能（兵站現状把握））（兵站現状把握サービス）－各級指揮官に業務システム（補給管理機能）に蓄積された補給・整備・輸送等の兵站業務情報を抽出・加工・集計して画面表示する機能の提供
8. 運用解析装置（運用解析サービス）－教育訓練研究本部で運用解析実務・研究を実施する機能の提供
9. 指揮所訓練統裁支援システム（指揮所訓練統裁支援サービス）－指揮所訓練実施時に統裁を支援する各種業務・陸自指揮システム連接の機能の提供
10. 飛行管理システム（飛行管理サービス）－中央管制気象隊や飛行場各部隊が、運行に必要な各種情報を配信・交換と飛行監視による円滑・安全な飛行任務を行うための、各種情報管理・運用支援等の機能の提供
11. 地理情報システム（地理情報サービス）－地図等の地理情報を取り扱い、地理情報の入力・登録・編集・配布・出力・管理等業務を行う機能の提供
12. 電磁波管理機能（電磁波管理サービス）－周波数データベース、敵味方の周波数を考慮した周波数配当機能、通信動態解析・電磁波見積もり機能等の提供

陸自クローズ系クラウド基盤（共通サービス・個別サービス・管理サービスを提供するシステムの基盤となる物理サーバー・OS・ミドルウェア群を指す）はこれらのシステムから入力された情報を共通サービスで継続的にデータベース化し、必要な情報を個別サービスで検索・抽出して、COPの作成・更新、訓練統裁、教育、運用解析等の各種機能をウェブサービスとして提供し、また管理サービスはリソース設定、サービス管理、監視・継続利用を行う。なおクラウド化に伴い、装備としてのFiCSを除き、上述した陸自指揮システムの維持管理区分は解消される。
また最適化演算個別サービスとして、人工知能（AI)を導入することで更に精度の高い情報提供が行われる。最適化演算個別サービスには次の機能があり、2024年（令和6年）度から2028年（令和10年）度までに収容される。
- サービス名「利用個別サービス」－サービス概要

1. 自然言語処理「指揮統制サービス」－テキストから固有表現等を抽出
2. 指揮統制画像類識別「指揮統制サービス」－画像・動画から目標を検出・類別し、シンボル化する
3. 最適配置計画「指揮統制サービス」－入力された全般作戦計画から、地形等を考慮した最適部隊配置を自動出力する
4. 地域見積支援「指揮統制サービス」－地形情報等から緊要地形・接近経路を自動作成する
5. 情報融合「指揮統制サービス」－大量の情報資料を格付け・誤情報削除、同一化を自動的に行う
6. OSINT分析「情報支援サービス」－公開情報収集・蓄積、収集蓄積データを種類毎（テキスト・画像・動画・音声等）に分析を実施する
7. 動態分析「情報支援サービス」－過去習得した動態情報の傾向分析を行い、正蒼院で集約した動態情報に対してリアルタイムで行動予測を行う
8. 最適周波数配当「電磁波管理サービス」－電波使用機材の諸元、使用地域から最適な周波数配当表を自動算出する
9. AAR分析支援「指揮所訓練統制支援サービス」－訓練結果からAAR（事後検討会）に必要な評価資料を自動的に作成する
10. 命令入力省人化「指揮所訓練統制支援サービス」－指揮所訓練で作戦計画を元に、シミュレーターへの自動命令入力を実現する
11. 補給管理（輸送AI）「陸自業務システム（補給監視サービス）」－輸送計画の自動化を行う
12. UAV中域用・狭域用画像類識別「UAV中域用・狭域用」－UAV中域用・狭域用で撮影した映像から、目標の検出・類別を行う
13. 動的目標同一化「FCCS」－目標情報の同一化を行う
14. 最適火力選定「FCCS」－最適火力選定を自動的に行う
15. 意思決定迅速化－指揮官の指揮決定を迅速にするための将来戦況予測を行う
16. 地図作成支援「地理情報サービス」－地図作成を自動的に行う

後方支援については2025年（令和7年）度から、後方支援作戦サービス（Log COP(Logistics Common Operation Picture))の調査が始まる。本サービスは陸自業務システム（補給管理機能）を基礎として、将来的には正蒼院の弾薬類サービスや平導院等のデータを活用して、最新情報を提供する「現状把握機能」や、将来の予測・見積り・計画策定を支援する「将来予測・計画策定機能」を有するLog COPを作成、正蒼院のCOPに情報を提供する。
固定型システムの延長線上にある正蒼院だが、クラウドの特性からデータリンク可能な状態では、野外型システムへ各種サービスを提供することができる。2021年（令和3年）の段階で、正蒼院は後述するLTEが使用可能な環境下で野外端末による運用や、特科隊や指揮所と各中隊間での情報提供が行われている。

### 野外型システム
野外型システムは、各方面隊 / 師団 / 旅団が戦場において機動的に運用する戦術級C4Iシステムである。

#### 指揮システム
- 師団等指揮システム

師団等指揮システム（Field Command System、FiCS）は師団・旅団司令部及び師団・旅団直轄部隊の指揮統制用に装備される。計算機室用装置、司令部等用装置、隷下部隊用装置で構成され、他のシステムと連接して、指揮官の迅速かつ正確な指揮統制を支援する。具体的な機能の一例として指揮所に設置された大型モニターにクロノロジー（時系列）や状況図を表示する。陸自指揮システムの一部でCOPも提供されるが、野外移動が可能なシステムで、上部組織とは異なり野外型に分類される。
- MOSSサーバー

新たに諸兵科連合部隊として2018年（平成30年）度より編制が始まった即応機動連隊には、MOSS（Maneuver Operations Support Suite：機動作戦支援装置）のサーバーが配備される。この小型サーバーには陸自指揮システム等の指揮統制システム、業務系システム等が搭載され、指揮統制を支援する。連隊にはこのサーバーに接続した端末・モニターを通じてCOP・CIP（共通インテリジェンス状況図）が提供される。

#### 普通科・機甲科用システム
- 基幹連隊指揮統制システム

基幹連隊指揮統制システム（Regiment Command Control System, ReCS）は普通科連隊、戦車連隊指揮統制システム（Tank-ReCS, T-ReCS）は戦車連隊が使用する、戦術レベルのC4Iシステム。これらの機動部隊が作戦地域での使用を前提としており、可搬型システムとして開発された。AP2000アーキテクチャに則って東芝が開発・制作し、2007年（平成19年）度より第2師団に配備。2008年（平成20年）7月、同師団において実験演習が行われた。
ReCSは連隊・大隊本部に設置する中央処理装置（73式中型トラックに搭載）および大型スクリーンを中核に、連隊・大隊・中隊本部で使用するラップトップ型端末（TOUGHBOOKを採用）と、中隊以下の階梯で使用する携帯情報端末が連接される。アメリカ陸軍のFBCB2システムに相当し、部隊の指揮統制・戦術情報の共有を目的とする。携帯端末にはハンドヘルドGPS機能があり、自隊の位置を常に上級司令部に報告すると共に、電子メール等で自隊が接触した敵の情報を送信も可能。
隊本部ではこれらの情報と上級司令部からの命令を総合して指揮官が意思決定を行うと同時に、本システムを介して、指揮下の部隊に対して共通戦術状況図（CTP)と指揮官の企図を伝達する。ただし野外通信システムが普及していなかった2013年（平成25年）時点における第2師団での実験では、通信速度の遅さなどが指摘され、ReCSの評価は高くないとされる。
この問題解決のためReCSの機能をソフトウェア化して後述する広帯域多目的無線機へ搭載するプログラム改修が2017年（平成29年）度に行われており、2020年（令和2年）7月に広帯域多目的無線機がマスコミ相手に公開された際には、CTP等提供を可能したことが報じられた。
- 10式戦車ネットワーク

10式戦車ネットワーク（10NW）は10式戦車が搭載する中隊・小隊単位の戦車単体・戦車間によるネットワークで、射撃指揮図（FCP）レベルでのリアルタイムな指揮統制・情報共有・射撃指揮を可能とする。軍種は異なるがアメリカ海軍・海上自衛隊のイージス艦が有する共同交戦能力に相当する。16式機動戦闘車も同等の能力を持つネットワークを保有しており、10式ネットワークとも呼ばれる。なお10NWは電子計算機・電子地図・広多無（2基）・指揮統制ソフトウェア・戦場情報ソフトウェア・車両搭載用情報端末ソフトウェア（10NWソフトウェア）で構成される。

#### 野戦特科部隊用システム

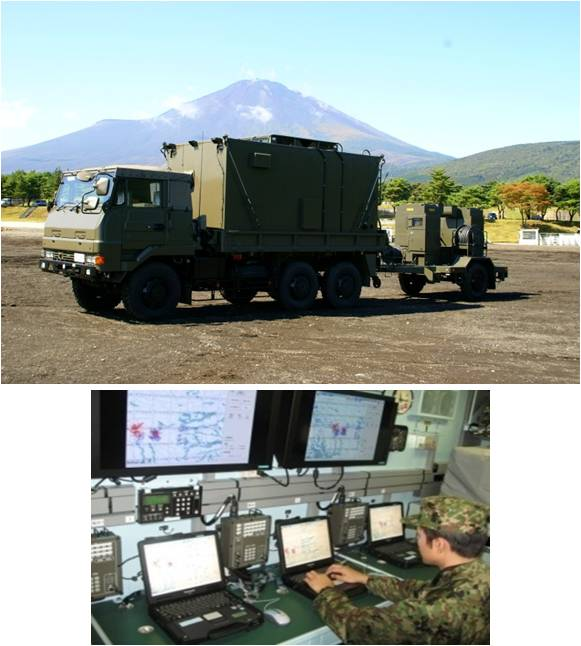
火力戦闘指揮統制システム(FCCS)

野戦特科部隊においては、陸自指揮システムや基幹連隊指揮統制システムの開発以前より、順次C2/C3/C3Iシステムを開発・配備してきた。現在、これらのシステムをC4I化するとともに、上記の各システムとの総合運用性向上を図っている。
- 野戦特科情報処理システム（FADS）・野戦特科射撃指揮装置（FADAC）

野戦特科部隊では、C2システムとしての野戦特科射撃指揮装置（FADAC）およびこれに連接されたC4Iシステムとしての野戦特科情報処理システム（FADS）が配備されている。
- 火力戦闘指揮統制システム（FCCS）

FADS・FADACの後継として、野戦特科部隊等に装備して目標情報の収集と処理を行うことで対地・対艦用FCPの作成、各データの伝達、および火力戦闘の指揮統制を迅速・的確に実施するために使用する火力戦闘指揮統制システム（FCCS）が開発された。2006年（平成18年）度から2009年（平成21年）度にかけて試作を実施、2008年（平成20年）度から2010年（平成22年）度の間に試験を実施、2011年（平成23年）度に初めて予算が計上された。

#### 高射特科部隊用システム

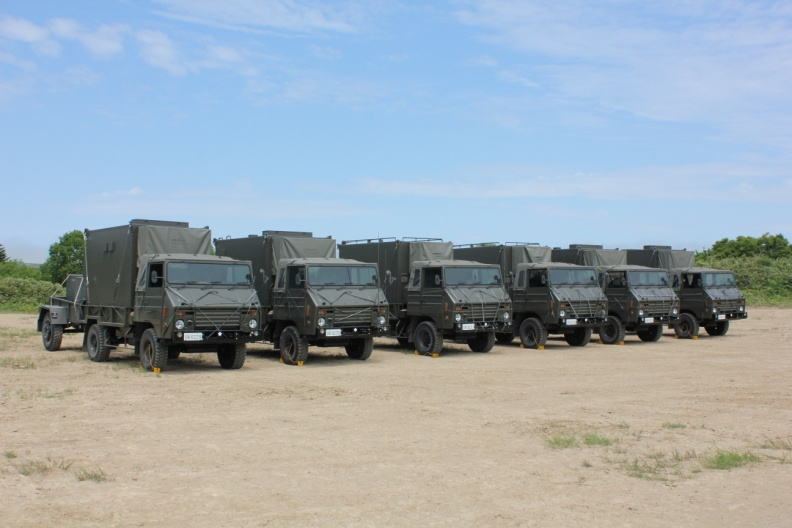
対空戦闘指揮統制システム(ADCCS)Ⅱ型

- 対空戦闘指揮装置・師団対空情報処理システム

高射特科部隊においては、C2システムとしての対空戦闘指揮装置、およびこれに連接されたC4Iシステムとして方面隊用に方面隊高射指揮所装置（MTQ-1）が、師団用に師団対空情報処理システム（DADS）が配備されている。
- 対空戦闘指揮統制システム（ADCCS）

MTQ-1とDADSの後継として対空レーダ等の情報を集約・処理を行うことで対空用FCPの作成、各データ伝達、および指揮統制を行うシステムとして、2004年（平成16年）度から2008年（平成20年）度までに対空戦闘指揮統制システム（ADCCS）が開発され、2009年（平成21年）度に予算が計上され、2011年（平成23年）度から配備が始まった。ADCCSには、方面隊用のI型、師団用のII型、旅団用のIII型がある。

#### 将来の陸上自衛隊C4Iシステム
2020年（令和2年）度度からは将来の陸上自衛隊C4Iシステム（将来指揮統制システム：平導院）の整備が行われている。本システムはこれまで各C4Iシステム間の連接が不十分だった、陸自指揮システムを含めたFiCS・FCCS・ADCCS・野外通信システムに加え、各種センサー・ウェポンシステム（兵器体系）の標準化や、指揮通信基盤の充実、インターフェイスの共通化を行う。各級指揮官等が一般情報および目標情報を一元的かつリアルタイムに処理・共有可能にして、「Sensors to shooters（目標発見から攻撃）」までのC4Iシステムを実現する。
本システムはFiCS・FCCS・ADCCS・野外通信システムの改修と陸自SNMS（システムネットワーク管理システム）で構成され、また正蒼院・アプリケーション基盤・陸自SNMS・共通データベース・陸自ネットワークを主な基盤として、「共通アプリ」「対空アプリ」「火力アプリ」「近接アプリ」を通じてCOP・FCPを始めたとした各種サービスを提供する。。「共通アプリ」は野外通信システム内のReCSの機能が、「対空アプリ」はADCCSが、「火力アプリ」はFCCSが、「近接アプリ」は10NWが発展したものになる。
なお各アプリ（ソフトウェア）として実現する機能をサービスと規定した上で、「共通サービス」「対空サービス」「火力サービス」「近接サービス」を総称して「指揮統制サービス」と呼称される。
各サービスの概要を次に記す。
- 共通サービス

敵情、位置情報、気象・地形情報、クロノロジー、映像配信、リアルタイムコミュニケーション（音声通話、チャット、VTC）、緊急メッセージなどを提供するサービスで、また兵站（補給管理、弾薬類）、電磁波、CBRN、衛生、教育・訓練、関係機関に関わるサービスも含む。
- 火力戦闘サービス

火力戦闘の指揮統制に係るサービスであり、提供される火力FCPは主に敵情、味方の部隊配置と所要の統制・調整手段を図示したもので、COPやその他のFCPと連動して表示される。
- 対空戦闘サービス

対空戦闘の指揮統制に係るサービスであり、提供される対空FCPは主に空域の状況、敵情、味方の部隊配置と所要の統制・調整手段を図示したもので、COPやその他のFCPと連動して表示される。
- 近接戦闘サービス

近接戦闘の指揮統制に係るサービスであり、このサービスはCOPや火力FCPと連携して表示される。
なお陸自SNMSは平導院だけでなく、陸自クローズドクラウド基盤と連携して固定系から野外系に存在するあらゆるシステム・ネットワークの監視・制御・認証等の各種機能を有し、一元的に管理するシステムである。本システムにより陸自の各種システムが民間ネットワークを含むあらゆるネットワーク手段を最大限に活用し、状況判断・火力発揮等の業務の高速化、偏りのない情報閲覧、伝送帯域上の制約克服、セキュリティ担保、維持・運用の効率化、維持管理経費の削減を目指す。
また最も人員が多い普通科隊員に対しては小銃分隊8名全員にスマートフォン型の携帯端末（分隊長用1台、分隊員用7台）と無線機を装備して、FiCSと連接させる「分隊内情報共有装置」の調査研究が行われている。この通信には先述したLTEが用いられ、連接により電子地図の導入による位置表示機能、分隊運用での警告や射撃指示・通知機能、作画・火力要求・バイタル情報機能が提供される。バイタル提供が行われる点から、装備端末にはウェアラブルコンピュータも含まれる。

## 業務系システム
後方支援業務を担う業務系システムは先ず、1996年（平成8年）度に陸幕管理システムが整備されたが、補給統制本部・各補給処毎に独立したシステムを運用する等の問題があった。そのため2014年（平成26年）度に独自システムを標準化して、補給統制本部からの統制・全補給処間のシームレスな業務の実施を行う陸自補給管理システムに更新された。
更に2017年（平成29年）度・2018年（平成30年）度には陸自補給管理システムを含む4つの業務系システムを統合・クラウド化した陸自業務システムが新たに運用され、一部機能が正蒼院に収容された。

## 通信インフラ系システム
固定型である陸自指揮システムの基盤となる通信システムは、防衛情報通信基盤（DII）が使用されている。一方で、野外型の通信システムは以下のシステムが運用されている。
- 方面隊電子交換システム・師団通信システム

野外通信システム導入以前の基盤となる野外型通信システムは、方面通信群レベルでは方面隊電子交換システム（AESS）が、師団通信大隊以下のレベルでは師団通信システム（DICS）が使用されてきた。師団 / 旅団司令部のFiCsと、隷下部隊のReCs / FADS / DADSは、DICSを介して連接されており、相互運用性も確保されていることから、このレベルで、作戦階梯と戦術階梯のC4Iシステムが連接されていることになる。
- 野外通信システム

AESSとDICSの後継として、2007年（平成19年）度から2011年（平成23年）度まで野外通信システム（試作段階の呼称は「新野外通信システム」）が開発され、2012年（平成24年）度に初めて調達予算が計上された。さらに、2013年（平成25年）度から2016年（平成28年）度までに「広帯域多目的無線機への機能付加の研究」を行い、将来的に野外通信システムと海上自衛隊の艦船部隊と航空自衛隊の高射部隊のソフトウェア無線機間の連接を可能にし、効果的な島嶼防衛を実現する。
- 衛星通信

野外型の衛星通信は、陸幕・方面隊レベルでは統制局装置が、方面隊・師団・旅団レベルでは可搬局装置が、連隊・群では携帯局装置が使用される。システムとしては先ず衛星単一通信システム（TASCOM)が1996年（平成8年）度から2010年（平成22年）度までに整備され、可搬局装置としてJMRC-C4が、携帯局装置としてJPRC-C1が配備された。その後、TASCOMの後継としてIPへの対応と、データ速度の高速化を行った衛星幹線通信システムの整備が2014年（平成26年）度より始まり、可搬局装置としてJGBY-B1が、携帯局装置としてJPRC-B1が、また新たに車載局装置としてJMBY-B1、V-22に搭載するGGBY-4の配備が行われている。
この他に基地間のバックアップ通信や被災地の通信組織構成、海空自衛隊との調整・連絡・データ通信を行う衛星可搬局装置I型が2011年（平成23年）度から三自衛隊に配備され、2017年（平成29年）度頃からは衛星通信移動局装置 GUBY-1の配備が開始され、更に民生品として緊急展開型衛星通信セット、車載型衛星通信器材も導入された。
上記の野外通信システム、広帯域多目的無線機、DICS（改）、AESS（改）、衛星幹線通信システム可搬局、衛星幹線通信システム携帯局、衛星幹線通信システム車載局、緊急展開型衛星通信セット、衛星通信移動局装置、衛星通信移動局装置、車載型衛星通信器材に加えて、陸自OH（見通し外）通信システム、第3世代移動通信システムのサービス停止に伴い自衛隊による対応周波数借り上げが可能になったLTEを用いた民間LTE（陸自整備）、陸自プライベートLTE（防衛専用）を総称して陸自ネットワークと呼ぶ。